# (39314) Moritakumi
(39314) Moritakumi est un astéroïde de la ceinture principale.

## Description
(39314) Moritakumi est un astéroïde de la ceinture principale. Il fut découvert le 19 octobre 2001 au Bisei SG Center par BATTeRS. Il présente une orbite caractérisée par un demi-grand axe de 2,65 UA, une excentricité de 0,30 et une inclinaison de 14,3° par rapport à l'écliptique.

## Compléments